# Bard Rasheh
Bard Rasheh (persiska: بَردِه رَش, بَردِه رَشِه, بَرد رَشِه, بَردِه رَشِ كوچِك, بَردِ رَش, برد رشه) är en ort i Iran.   Den ligger i provinsen Kurdistan, i den nordvästra delen av landet, 500 km väster om huvudstaden Teheran. Bard Rasheh ligger 1 733 meter över havet och antalet invånare är 298.
Terrängen runt Bard Rasheh är huvudsakligen kuperad, men åt nordväst är den bergig. Runt Bard Rasheh är det ganska tätbefolkat, med 60 invånare per kvadratkilometer. Närmaste större samhälle är Anjīrān, 13,9 km väster om Bard Rasheh. Trakten runt Bard Rasheh består i huvudsak av gräsmarker.